# Żyznów (województwo świętokrzyskie)
Żyznów – osada w Polsce, położona w województwie świętokrzyskim, w powiecie sandomierskim, w gminie Klimontów. Wchodzi w skład sołectwa Nawodzice.
W latach 1975–1998 osada należała administracyjnie do województwa tarnobrzeskiego.
W  lesie, po obydwu stronach leśnej drogi do Rybnicy znajdują się pozostałości po eksploatacji kamienia budowlanego – wapień lekki.

## Historia
W 1745 roku folwark wraz z całymi dobrami klimontowskimi wskutek ślubu Ludwiki z Denhofów z Franciszkiem Antonim Ledóchowskim został własnością rodziny Ledóchowskich na przeszło 100 lat.
Żyznów w wieku XIX folwark w powiecie sandomierskim, gminie Górki, parafii Olbierzowice, odległy od Sandomierza 22 wiorsty
W 1827 roku folwark liczył 1 dom i 4 mieszkańców. Natomiast ok. 1895 roku folwark liczył już 1 dom i 33 mieszkańców. Obejmował obszar 330 mórg. 
W 1880 roku folwark wraz z całymi dobrami klimontowskimi zakupił Stanisław Karski od Jana Ledóchowskiego. Folwark był w rękach Karskich do 1944 roku.
Według spisu z 1921 roku folwark zamieszkiwało 20 mieszkańców w 1 domu.
II wojna światowa
Pod koniec lipca 1944 roku w czasie akcji Burza w folwarku kwaterował sztab odtwarzanej 2 Dywizji Piechoty Legionów AK.